# Сергиевский, Александр Иродионович
Александр Иродионович Сергиевский (1802—1834) — священник Русской православной церкви; профессор Московской духовной академии.

## Биография
Родился 4 (16) марта 1803 года в Коломне; сын протоиерея Коломенского собора Иродиона Степановича Сергиевского (1780—1830) и Ольги Михайловны (урождённой Дроздовой; 1784—1823); по матери — племянник митрополита Московского Филарета. Образование получил в Вифанской духовной семинарии и в Московской духовной академии (МДА) (1822—1826), где окончил курс вторым магистром.
По окончании академии Александр Сергиевский был оставлен при ней бакалавром по классу греческого языка сначала в низшем отделении, а через два года и в высшем; 18 мая 1830 года был рукоположён в сан священника к Николо-Пунышенской церкви[уточнить] в Москве, в августе 1833 года перешёл к церкви Святого Адриана и Наталии и был возведён в сан протоиерея.
Умер 18 (30) апреля 1834 года в Москве; похоронен на Лазаревском кладбище.
Из литературных трудов Сергиевского в печати имеются только две проповеди — в 1-ю неделю Великого поста и в 24-ю неделю по Пятидесятнице. Духовный писатель граф Михаил Толстой называл Сергиевского «образцом благонравия, порядочности и благоприличия».
А. И. Сергиевский был женат на Анне Любимовой (1803—1855); в этом браке родились Надежда, Филарет и Николай (1833—1900). В 1835 году Анна Сергиевская выхлопотала для детей дворянское достоинство по наследственному дворянству их деда Иродиона.

## Комментарии
1. ↑  Русский биографический словарь А. А. Половцова указывает годом рождения 1802[2].
2. ↑  Московский некрополь отмечает его как: «иерей Адриановский»[1]